# ریخل
ریخل، روستایی از توابع بخش فیروزآباد شهرستان کرمانشاه در استان کرمانشاه ایران است.

## جمعیت
این روستا در دهستان سرفیروزآباد قرار دارد و براساس سرشماری مرکز آمار ایران در سال ۱۳۸۵، جمعیت آن ۳۶ نفر (۸خانوار) بوده‌است.